# 佯病説
佯 病説（ヤン・ビョンソル、ハングル：양병설、本名：パン・ギョンス 방경수）は韓国の漫画家。佯病とは仮病のこと。仮病説という意味。『嫌日流』の作者であり、同名の漫画（日本語版の邦題は『マンガ嫌日流』）を後から出版した金城模（キム・ソンモ、ko:김성모）とは別人である。
国民日報のインタビューによれば韓国マンガストーリー作家協会2代会長を歴任し、イ・ヒョンセの作品のストーリーを7年間、そして2006年現在はク・ヘンソクの作品のストーリー作業を行っているという。自らを漫画界頂上級作家という自負を持つ。
『嫌日流』を横取りしたという疑惑が叫ばれているが、彼曰く「金城模が嫌日流を書く事を発表した際には既に漫画を仕上げていた」という。『嫌日流』は彼が2300万ウォンで自費出版したもの。
『嫌日流』の内容のあまりの荒唐無稽さに韓国内からも批判を受けており、同書でアリランが世界の音楽専門家達の82%から美しい音楽に選ばれたという記述の根拠はインターネットで見たとのことだった。
「独島（竹島）を自己の地だと広告を出した島根県に精神をちょっと整えなさいという意味で」自著を一冊送ったという。